# Phytoneuron. Digital Publications in Plant Biology
Phytoneuron. Digital Publications in Plant Biology (abreviado Phytoneuron) es una revista en línea con ilustraciones y descripciones botánicas que editado en línea en el año 2010. Los artículos se publican en línea, pero las copias impresas se alojan con 10 bibliotecas para cumplir con los términos de ICBN con respecto a la publicación de nuevos nombres botánicos.